# Вроциславиці
Вроциславиці (пол. Wrocisławice, нім. Obsendorf) — село в Польщі, у гміні Шрода-Шльонська Сьредського повіту Нижньосілезького воєводства.
Населення — 361 особа (2011).
У 1975-1998 роках село належало до Вроцлавського воєводства.

## Демографія
Демографічна структура станом на 31 березня 2011 року:
|          | Загалом | Допрацездатний вік | Працездатний вік | Постпрацездатний вік |
| -------- | ------- | ------------------ | ---------------- | -------------------- |
| Чоловіки | 189     | 47                 | 122              | 20                   |
| Жінки    | 172     | 29                 | 103              | 40                   |
| Разом    | 361     | 76                 | 225              | 60                   |